# Leslie Heward
Leslie Heward (* 8. Dezember 1897, in Liversedge, Yorkshire; † 3. Mai 1943) war ein englischer Komponist und Dirigent.
Er begann seine musikalische Ausbildung als Chorknabe an der Kathedrale von Manchester, studierte am Royal College of Music in London und war in Manchester als Assistenz-Organist tätig. Sein Weg als Dirigent führte ihn von der British National Opera Company (BNOC) nach Kapstadt in Südafrika zum dortigen Orchester und schließlich 1930 zum City of Birmingham Symphony Orchestra. Eine Krebserkrankung führte schließlich zu seinem frühzeitigen Tod im Jahr 1943.
Sein musikalisches Spektrum war breit und reichte von der Filmmusik über Oper bis zur Klassik. Seine Manuskripte werden heute in der Bibliothek des Royal College of Music aufbewahrt. Von seinen Kompositionen vernichtete er einen Teil zu seinen Lebzeiten. Erhalten blieben unter anderem das symphonisches Werk The Quodlibet (Uraufführung 1932 mit dem BBC-Symphonie-Orchester), einige Film-Musiken (so für The Loves of Robert Burns), ein Nocturne und die South African Patrol. Er hinterließ zwei unvollendete Opern (Peer Gynt und Hamlet), verschiedene Choralwerke, Lieder, Werke für Klavier und Orgel sowie ein Streichquartett.
| Personendaten    | Personendaten         |
| ---------------- | --------------------- |
| NAME             | Heward, Leslie        |
| KURZBESCHREIBUNG | englischer Dirigent   |
| GEBURTSDATUM     | 3. Mai 1897           |
| GEBURTSORT       | Liversedge, Yorkshire |
| STERBEDATUM      | 3. Mai 1943           |